# Eruga yehi
Eruga yehi är en stekelart som beskrevs av Ian D. Gauld 1991. Eruga yehi ingår i släktet Eruga och familjen brokparasitsteklar. Inga underarter finns listade i Catalogue of Life.